# Lycaena atra
Lycaena atra är en fjärilsart som beskrevs av Grum-grshimailo 1885. Lycaena atra ingår i släktet Lycaena och familjen juvelvingar. Inga underarter finns listade i Catalogue of Life.